# International Press Telecommunications Council
International Press Telecommunications Council (IPTC), en sammenslutning hjemhørende i London, England, er en organisation bestående deltagere/ medlemmer fra den internationale presse og nyhedsbureauer, som blev oprettet i 1965.
Organisationen udvikler og vedligeholder tekniske standarder til forbedring af nyhedsformidling mellem og til brug for internationale nyhedsorganisationer.
I øjeblikket, (2006), er 55 firmaer og organisationer, fra alle kontinenter undtaget Sydamerika, tilknyttet IPTC.
Specielt har IPTC defineret et sæt metadata (IPTC-data) i (1991), således pressefotografer kan tilføje digitale fotografier tekstinformationer, før aktuelle billeder anbringes i relevante databaser.
Nævnte informationer følger med når billederne bliver overført elektronisk.